# Christina Lake Provincial Park
Der Christina Lake Provincial Park ist ein nur rund 6 Hektar großer Provincial Park im Süden der kanadischen Provinz British Columbia, in den Monashee Mountains. Der Park gehört zu der Gruppe von nur rund 5 % der Provincial Parks in British Columbia, die eine Fläche von 10 ha oder weniger haben.

## Anlage
Der Park liegt am südlichen Ufer des Christina Lake im Regional District of Kootenay Boundary, unweit des Highway 3 (dem Crowsnest Highway). Der Park liegt in der Siedlung Christina Lake, etwa 20 km östlich liegt Grand Forks bzw. 75 km westlich liegt Castlegar.
Bei dem Park, der am 26. April 1971 eingerichtet wurde, handelt es sich um ein Schutzgebiet der Kategorie II (Nationalpark). Seit seiner Einrichtung wurden die Grenzen mehrmals neu festgelegt und seine Größe änderte sich dabei ebenfalls.

## Tourismus
Der Park verfügt, außer über einen Picknickbereich, über keine touristische Infrastruktur oder besondere touristische Attraktionen. Einige Kilometer entfernt, am nordwestlichen Seeufer, befindet sich der Zugang zum Gladstone Provincial Park.